# Перемирие (фильм, 2010)
«Перемирие» — российский художественный фильм, поставленный режиссёром Светланой Проскуриной на киностудии «Мосфильм».
Премьерный показ состоялся на фестивале «Кинотавр» в 2010 году, после чего лента вышла в общероссийский прокат.
Ограничения по возрасту: 16+.

## Сюжет
Молодому дальнобойщику Егору Матвееву (Иван Добронравов) по жребию достаётся самый дальний маршрут. В пути ему встречаются знакомые и незнакомые люди, с каждым из которых связан отдельный эпизод.
Сначала он попадает на полигон. Потом встречает давнего приятеля Генку Собакина (Сергей Шнуров), признающегося, что хочет прожить жизнь, как Емельян Пугачёв. Затем, помня наставление дяди Сан Саныча о необходимости жениться, делает предложение поселковой красавице Кате. Девушка сразу предупреждает, что она «гуляет с Боярином» и что «комбинатским нельзя ходить на территорию к рудниковским». Это правило касается всей недели, кроме субботы — дня перемирия.
Следующая встреча, во время которой Егор пытается срезать провода для придорожных разбойников, едва не завершается трагедией. Наконец, добравшись до дядиного дома, герой узнаёт, что Сан Саныча недавно ограбили в лесу. Вместе с дядей и милиционером Тимохой Егор отправляется к грабителю Марату, надеясь вернуть пальто и деньги.
Священник, которого дальнобойщик подсадил на трассе, оказывается обладателем неожиданно сильного голоса — в кабине он поёт песню «Королева красоты», а выходя, тихонько крестит водителя.
До конца пройти маршрут Егору не удаётся — стоило уставшему шофёру уснуть в придорожной траве, как его машину подняли домкратом и увезли в неизвестном направлении. В конце фильма герой стоит на дороге, которая кажется бесконечной.

## Роли исполняли
| Актёр              | Роль                       |
| ------------------ | -------------------------- |
| Иван Добронравов   | Егор Матвеев               |
| Юрий Ицков         | Сан Саныч дядя Егора       |
| Сергей Шнуров      | Генка Собакин              |
| Алексей Вертков    | Тимоха милиционер          |
| Надежда Толубеева  | Катя Полетаева             |
| Эдуард Федашко     | Квазимодо                  |
| Андрей Феськов     | священник                  |
| Александр Голубков | Виктор Попов               |
| Александр Попов    | Валерий Попов              |
| Сергей Цепов       | Михаил Иваныч              |
| Ирина Товологина   | Наташа жена Генки Собакина |
| Альбина Тиханова   | тётка близнецов            |
| Наталья Седых      | доктор из Москвы           |
| Елена Нетёсина     | девушка в общежитии        |
| Виктор Жалсанов    | Марат Загидов              |
| Вячеслав Шихалеев  | Заборчук прапорщик         |
| Анатолий Бузмаков  | Николай                    |
| Андрей Никишин     | муж Лиды                   |
| Сергей Кадников    | жених                      |

## Съёмочная группа
- Светлана Проскурина — режиссёр-постановщик
- Дмитрий Соболев — автор сценария
- Олег Лукичёв — оператор-постановщик
- Сергей Шнуров — композитор
- Дмитрий Онищенко — художник-постановщик
- Регина Хомская — художник по костюмам
- Сабина Еремеева — продюсер
- Владимир Персов — звукорежиссёр
- Сергей Иванов — монтаж
- Георгий Волынский — режиссёр
- Григорий Володин — оператор
- Марина Карнаева — подбор актёров
- Елена Ермакова — художник по гриму
- Дарья Артёмова — помощник режиссёра
- Константин Карпов — художник-декоратор

## Название фильма
Сценарий, изначально именовавшийся «Овраг на горе», был 12-страничной дипломной работой Дмитрия Соболева. Материал показался Светлане Проскуриной интересным, однако название было отвергнуто из-за того, что картина и без того изобиловала стилистическими загадками. Лента долго оставалась безымянной, и члены съёмочной группы «до последнего дня сидели с длинными листами — писали сотни вариантов».
Слово «Перемирие» было предложено Сергеем Шнуровым. В названии артикулировано не только заключение некоего пакта — оно означает ещё и переизбыток мира, поясняет режиссёр.

## Отзывы и рецензии
В «Перемирии» помимо Егора, который, как сказочный Иванушка, путешествует по «тридевятому» отечеству, смотрит на всё вроде бы нашими глазами, остальные персонажи сгущены до гротеска. На лицо ужасный, добрый гигант Квазимодо, улыбчивые разбойнички братья Поповы, гулящая местная Джульетта Катька. Круче всех Генка Собакин в исполнении Сергея Шнурова. Обломов районного масштаба, сочиняющий роман «Тоска Генки Собакина».
Фильм Светланы Проскуриной вызвал немалый резонанс в средствах массовой информации. Так, Елена Стишова («Искусство кино») отметила, что «мастерица камерных сюжетов вышла в пространство большого нарратива и сняла картину про народную жизнь, взяв её будничный бессобытийный срез». Упомянув о принадлежности по-детски простодушного и доверчивого Егора «и к тому, и к этому миру», рецензент отдельно выделила финал, когда герой остаётся наедине с пространством.
Кинокритик Лидия Маслова («Коммерсантъ») увидела в персонажах «Перемирия» ходячих символов, которым сложно сопереживать. По мнению обозревателя, высочайший класс режиссуры проявляется в том, что непрофессиональный актёр Сергей Шнуров становится на экране «бородатой и нечёсаной идеей русского человека», лицом бренда под названием «загадочная русская душа».
В обзорном материале «Искусства кино», посвящённом итогам «Кинотавра-2010», особое внимание уделялось месту действия — той «провинциальной дыре», которой нет на карте и где давно остановилось время. Режиссёр, тем не менее, пытается найти в этой заброшенной глубинке «эмоцию, волнующий момент, разряд тока».
Отзывы экспертов, оценивавших «Перемирие» на «Закрытом показе» (Первый канал), были разноречивыми. Культуролог Константин Ковалёв-Случевский не нашёл в этом фильме ни режиссёрских, ни операторских, ни музыкальных открытий. Преподаватель истории отечественного кино во ВГИКе Тамара Москвина-Ященко назвала жанр картины «трудной сказкой», в которой быль и небылица поменялись местами. Журналист Андрей Архангельский («Огонёк») обнаружил в «Перемирии» «несуществующую реальность, шитую белыми нитками». Киновед Армен Медведев, назвав фильм умным и талантливым, констатировал, что «вглядываясь в героев, мы вглядываемся в себя».

## Награды и фестивали
- 2010 — Открытый Российский кинофестиваль «Кинотавр»
  - победитель в номинации «Главный приз»[7]
  - победитель в номинации «Лучшая мужская роль»[7] (Иван Добронравов)
- 2010 — Фестиваль русского кино в Лондоне[8] (Англия)
- 2010 — Неделя русского кино в Париже[9] (Франция)
- 2010 — Фестиваль русского кино в Онфлёре[10] (Франция)
- 2010 — «Белый слон» (национальная премия кинокритики и кинопрессы) — номинация «Лучшая музыка к фильму»[11] (Сергей Шнуров)
- 2010 — Фестиваль отечественного кино «Московская премьера»[12]
- 2010 — Международный кинофестиваль «Молодость» (Киев)
- 2011 — 26-й Международный кинофестиваль в Мюнхене[13] (Германия)
- 2011 — Фестиваль «Виват кино России»[14] (Санкт-Петербург)